# Gerhard Thielcke
Gerhard Thielcke (* 14. Februar 1931 in Köthen (Anhalt); † 22. Juli 2007 in Radolfzell-Möggingen) war ein deutscher Ornithologe und Umweltschützer. 1975 war Thielcke Mitbegründer des Bund für Umwelt und Naturschutz Deutschland e. V. (BUND), leitete er den Landesverband Baden-Württemberg, und war von 1977 bis 1983 Bundesvorsitzender. Ab 1976 baute er mit Vertretern anderer Umweltverbände die Deutsche Umwelthilfe auf. Ab 1985 lehrte er als Professor für Zoologie an der Universität Konstanz.

## Kindheit und Ausbildung
Thielcke wurde in Köthen geboren. Nach dem Abitur im Jahre 1950 arbeitete er ein halbes Jahr auf der Vogelwarte Scharhörn in der Nordsee. Nach einer dreijährigen Ausbildung zum Gärtner absolvierte er 1954 bis 1959 ein Studium der Zoologie, Botanik und Geologie in den Universitäten Tübingen und Freiburg.

## Werdegang
Im Jahre 1959 wurde Thielcke in Freiburg zum Dr. rer. nat. promoviert, 1962 begann er seine wissenschaftliche Mitarbeit an der Vogelwarte Radolfzell und am Max-Planck-Institut für Verhaltensphysiologie in Möggingen und 1970 habilitierte er sich an der Universität Konstanz zum Thema Wirkung erlernter Signale auf die Artbildung, wo er ab 1985 eine außerplanmäßige Professur für Zoologie innehatte. Durch eine Vielzahl von Vorträgen an der Universität Konstanz sowie Artikeln in Zeitschriften und Fachmagazinen gehörte er bald zu den prominenten deutschen Vogel- und Naturschützern.
1975 gründete Thielcke mit Gleichgesinnten den Bund für Umwelt und Naturschutz Deutschland e. V. (BUND). Zunächst leitete er den Landesverband Baden-Württemberg, von 1977 bis 1983 war er Bundesvorsitzender des BUND, später stellvertretender Vorsitzender. Ab 1976 baute er mit Vertretern anderer Umweltverbände die Deutsche Umwelthilfe als gemeinsame Lobbyorganisation der Umweltpolitik auf.
Neben Horst Stern, Frederic Vester und Rudolf L. Schreiber war er 1977 einer der Initiatoren der Aktion „Rettet die Vögel – wir brauchen sie“. Mit Unterstützung der Zeitschrift Hörzu, dem Hörfunksender Radio Luxemburg, dem Zeit-Magazin und der Lufthansa AG begann im September 1977 die erste bundesweit erfolgreiche Naturschutzkampagne in den deutschen Medien. Auch das gleichnamige Buch war ein großer Erfolg und hielt sich wochenlang in der Spiegel-Bestsellerliste. 1983 fand unter Thielckes Mitwirkung eine vergleichbare Kampagne zum Schutz der Amphibien („Rettet die Frösche“) statt.
Von 1972 bis 1981 war Thielcke Vorsitzender der Deutschen Sektion des Internationalen Rates für Vogelschutz (International Council for Bird Preservation, ICBP), ein in Großbritannien gegründeter Zusammenschluss europäischer Ornithologen und Vorläuferorganisation von BirdLife International. 1987 war er deutscher Partner der weltweiten ICBP-Kampagne „Save the Birds – Rettet die Vogelwelt“. Unter dem Motto „Global denken – lokal handeln“ wurde auf die globale, dramatische Gefährdung der Vogelwelt aufmerksam gemacht, die damals seltensten Vögel der Welt vorgestellt und zur Erhaltung ihrer Lebensräume aufgerufen. Auch zu dieser Kampagne gab es ein erfolgreiches Buch, bei dem Thielcke zusammen mit Horst Stern den Teil über die gefährdeten Vogelarten in Deutschland schrieb.
Thielcke war 1987 Mitbegründer der Stiftung Europäisches Naturerbe – Euronatur sowie 1998 des Global Nature Fund (GNF) mit Sitz in Radolfzell am Bodensee.

## Privatleben und Tod
1959 heiratete er Helga Poltz (1932–2018) in Wolfenbüttel und lebte ab 1962 mit seiner Familie in Möggingen.
Gerhard Thielcke starb an den Folgen eines Sturzes in seinem Haus in Möggingen, er wurde auf dem örtlichen Friedhof beigesetzt.

## Sonstiges
Die Realschule in Radolfzell trägt den Namen Gerhard Thielckes. Dies hatte am 26. Februar 2008 der Gemeinderat Radolfzell beschlossen.
Zu seinem 75. Geburtstag schuf der BUND Baden-Württemberg im Jahre 2007 den Gerhard-Thielcke-Naturschutzpreis, für den Thielcke die Vergabekriterien selbst formulierte.

## Veröffentlichungen (Auswahl)
- 1970 Vogelstimmen, Springer Verlag
- 1974 Praktische Vogelkunde. Empfehlungen für die Arbeit von Avifaunisten und Feldornithologen, Kilda Verlag.
- 1975 Hilfe für Wasservögel. Eine Dokumentation, Kilda Verlag.
- 1978 mit anderen: Rettet die Vögel – wir brauchen sie, Herbig Verlag.
- 1981 Der Staat als Täter. Die öffentliche Hand als Verursacher von Naturzerstörung.
- 1982 mit anderen: Arche Noah 2000.
- 1983 mit anderen: Rettet die Frösche. Pro-Natur Verlag.
- 1985 mit anderen: Naturschutz in der Gemeinde.
- 1985 Naturschutz in der Gemeinde. Pro-Natur Verlag.
- 1987 Rettet die Vogelwelt, Ravensburger Verlag.
- 1990 Natur ohne Grenzen, Edition Weitbrecht.
- 1995 Kleines Einmaleins für Vortragende im Naturschutz – für Profis und Anfänger, Ministerium für Umwelt und Verkehr Baden-Württemberg.
- 1999 Lebendige Elbe, Living Elbe. Zyvouci Labe, Stadler Konstanz.
- 2001 Lebendige Seen, Living Lakes. Lagos Vivos, Stadler Konstanz.